# Saetosacculina
Saetosacculina là một chi bướm đêm thuộc phân họ Tortricinae của họ Tortricidae.

## Các loài
- Saetosacculina degenerans (Meyrick, 1930)